# 러브 인 카지노
러브 인 카지노(The Cooler)는 미국에서 제작된 웨인 크라머 감독의 2003년 드라마, 멜로/로맨스, 코미디 영화이다. 윌리암 H. 머시 등이 주연으로 출연하였고 숀 퍼스트 등이 제작에 참여하였다. 다른 제목은 쿨러이다.

## 출연

### 주연
- 윌리암 H. 머시

### 조연
- 마리아 벨로
- 숀 하토시
- 론 리빙스턴
- 에스텔라 워렌
- 아서 J. 나스카렐라
- M.C. 게이니
- 엘렌 그린
- 폴 소르비노
- 알렉 볼드윈

## 제작진
- 공동제작: 엘리엇 루이스 로젠블러
- 공동제작: 브라이언 퍼스트
- 미술: 토비 코벳
- 의상: 크리스틴 M. 버크
- Ass-PD: 앤드류 부시
- 배역: 아만다 맥키 존슨
- 배역: 캐시 샌드리치
- 배역: 웬디 와이드먼
- 배역: 시그 드 미구엘